# 本間高統
本間 高統（ほんま たかつな、天文20年（1551年） - 天正17年6月12日 （1589年7月24日））は、戦国時代の佐渡国の武将。佐渡河原田城主。本間貞兼の子。通称・近江守、山城守、佐渡守。名は高綱・高続とも。また家名をとって河原田高統ともいう。
佐渡国内の大部分を支配した河原田本間氏の当主。他の本間家を糾合して越後国の上杉氏に反発と和睦を繰り返し独立勢力としていた。天正12年（1584年）には来襲した藤田信吉を破っている。
天正12年（1584年）同じく佐渡南部で勢力を持っていた羽茂本間氏と対立。その際は上杉景勝によって派遣された後藤勝元の仲裁で和するが、間もなく決裂。羽茂本間氏との内乱に発展する。しかしこの内乱を平定するという名目で、天正17年（1589年）6月、一部の本間氏と結託した景勝が来襲する。この強襲に際し、高統は河原田城に篭って抵抗するも、城は落城し、自身も嫡男・統之とともに自害した。
墓所は佐渡市の本田寺。一子の高応が家臣・磯田徳兵衛の働きにより会津へ脱出しており、家名断絶には至らなかった。

## 関連作品

### 映像作品
- 天地人 (NHK大河ドラマ) 2009年 演：春田純一